# Китасато Шибасабуро
Барон Китасато Шибасабуро (јап. 北里 柴三郎; Огуни, 29. јануар 1853 - 13. јун 1931)  био је јапански лекар и бактериолог. Запамћен је као суоткривач заразног агенса Бубонске куге у Хонг Конгу током епидемије 1894. године, готово истовремено са Александром Јерсином.
Китасато је номинован за прву годишњу Нобелову награду за физиологију или медицину 1901. Китасато и Емил вон Беринг, радећи заједно у Берлину 1890. године, најавили су откриће серума антитоксина дифтерије. Вон Беринг је због овог дела добио 1901. Нобелову награду, али Китасато није.

## Биографија
Китасато је рођен у селу Окуни, провинција Хиго, (данашњи град Огуни, префектура Кумамото, Кјушу). Школовао се на Медицинској школи Кумамото и Универзитету у Токију.
Студирао је код Роберта Коха на Хумболтовом Универзитету у Берлину од 1885. до 1891. године. 1889. постао је прва особа која је узгајала бацил тетануса у чистој култури, а 1890. сарађивао је са Емилом фон Берингом у развоју серумске терапије тетануса користећи ову чисту културу. Такође је радио на антитоксинима за дифтерију и антракс. Китасато и Беринг показали су вредност антитоксина у спречавању болести узрокујући пасивни имунитет на тетанус код животиње која је примила степенасте инјекције крвног серума од друге животиње заражене болешћу. Китасатова открића о тетанусу и фон Берингов рад на дифтерији воде до поља серотерапије, која је имала користи од многих широм света.
По повратку у Јапан 1891. године, основао је Институт за проучавање заразних болести уз помоћ Fukuzawa Yukichi. Један од његових раних помоћника био је August von Wassermann. Китасато је показао како се мртве културе могу користити у вакцинацији. Такође је проучавао начин заразе код туберкулозе.
Путовао је у Хонг Конг 1894. године на захтев јапанске владе током избијања бубонске куге и идентификовао је бактерију за коју је закључио да изазива болест. Јерсин је, радећи одвојено, пронашао исти организам неколико дана касније. Будући да су Китасатоови почетни извештаји били нејасни и помало контрадикторни, а каснији извештаји показали се нетачним, неки научни историчари дају Јерсину искључиву заслугу за откриће; док други саветују двоструко кредитирање. Међутим, темељна анализа морфологије организма коју је Китасато открио микробиолози утврдила је да, иако су његови узорци вероватно постали пнеумокоцима контаминираним касније, што је довело до сукобљених извештаја из његове лабораторије, постоји „мала сумња да је Китасато изоловао, проучавао и разумно карактеришу бацил куге „у Хонг Конгу и „не би требало да му се ускрати ова заслуга“. Четири године касније, Китасато и његов ученик Kiyoshi Shiga успели су да изолују и опишу организам који је изазвао дизентерију.
После свог рада на Бубонској куги у Хонг Конгу, Китасато је наставио свој рад на заразним болестима истражујући епидемијске пошасти североисточне Азије и 1909. године представио је рад о туберкулози у Европи. 1911. године Китасато се нашао у Манџурији усред једне од њихових најтежих пнеумоничних пошасти која је проучавала њену превенцију, пошто је веровао да му је сврха истражити науку која стоји иза јавног здравља и обезбедити напредак на том пољу.
Када је Институт за заразне болести 1914. године припојен Универзитету у Токију, дао је протестну оставку и основао Институт Китасато (претеча Универзитета Китасато), на чијем је челу био до краја живота. Док је Китасато још увек био укључен у активности новооснованог института, такође је организовао нову медицинску установу, у сарадњи са Fukuzawa Yukichi, која је од тада постала истакнути центар медицинског учења у Јапану.
У септембру 1921. године Китасато је заједно са неколико медицинских научника основао корпорацију "Sekisen Ken-onki", са намером да произведе најпоузданији могући клинички термометар. Компанија је касније преименована у "Терумо Корпорацију".
Китасато је такође био први декан медицине на Универзитету Keio, први председник Јапанског лекарског удружења и служио у House of Peers. Оплемењен је титулом danshaku (барон) у систему казоку племства у фебруару 1924. Иако је Китасато прешао са активног проучавања болести на политику и конференције, наставио је да унапређује свој рад на туберкулози све до своје смрти и дао је значајан допринос ономе што знамо о болестима у домену јавног здравља.
Китасато Шибасабуро умро је од интракранијалног крварења у свом дому у Азабу, Токио, 13. јуна 1931. Његов гроб налази се на гробљу Aoyama у Токију.
Његов портрет користиће се у новим новчаницама од 1.000 јена планираним за издавање 2024. године.